# Qiao Yanmin
Qiao Yanmin (ur. 1971) – chińska judoczka.
Zajęła piąte miejsce na mistrzostwach świata w 1993. Startowała w Pucharze Świata w 1991. Srebrna medalistka igrzysk azjatyckich w 1994. Wygrała igrzyska Azji Wschodniej w 1993, a także mistrzostwa Azji w 1991 roku.